# Montamara
La Montamara és una serra situada al municipi de Lladorre a la comarca del Pallars Sobirà. El seu cim culminant és el Tuc del Caubo, amb una elevació de 2.557 metres.